# Виборче право молоді
Молодіжне виборче право — це право молоді голосувати та є частиною ширшого руху за загальне виборче право та права молоді. Більшість демократичних країн знизили вік голосування до 16-18 років, тоді як деякі прихильники виборчого права дітей сподіваються повністю зняти вікові обмеження.

## Обговорення

### Виборче право
Демократичний ідеал «Одна людина, один голос» підтримує надання виборчих прав якомога більшій кількості людей, щоб мудрість більш представницького електорату створила кращі результати для суспільства. Встановлення віку голосування на рівні 16 років або нижче, наприклад, досягне цієї практичної мети, а також створить більш етичну демократію для тих, хто вважає, що ті, на кого найбільше впливають урядові рішення (ті, хто має найдовшу очікувану тривалість життя), отримують принаймні рівне право голосу у прийнятті рішень.

#### Уявне включення
Ідея презумптивного включення, яка широко прийнята, особливо тими, хто вивчає демократію, стверджує, що люди повинні отримати право голосу за замовчуванням і бути вилученими, лише якщо уряд зможе рішуче довести, чому хтось не повинен мати цього права. Висвітлення на боці надмірного включення також стримує спокуси тих, хто має владу (або просто упередженість статус-кво), виключити здібних виборців. Першою причиною виключення, яку деякі теоретики демократії вважають законною, є компетентність, тоді як другою є зв'язок із суспільством. Дебати, пов'язані з віком, підпадають під питання компетентності.

### Достатня грамотність, розуміння та інтелігентність
Багато країн не вимагають грамотності для голосування, підтверджуючи ідею про те, що досягнення певного рівня освіти не потрібне, щоб зрозуміти, як голосувати відповідно до своїх інтересів чи переконань. Наприклад, у Законі США про виборчі права 1965 року було визначено, що 6-й клас освіти (зазвичай досягається у віці 12-13 років) забезпечує «достатню грамотність, розуміння та інтелект для голосування на будь-яких виборах». Якби дітям дали ті самі тести, які повинні пройти дорослі з нетиповим мозком, щоб проголосувати, тоді багато дітей допідліткового віку кваліфікувалися б як компетентні (див. також: здатність, нейрорізноманітність і виборче право для осіб з обмеженими можливостями). Крім того, бюлетені, вкинуті кимось (наприклад, дітьми), які мало розуміють, можуть просто випадково розподілити голоси і не вплинути на результат виборів.
Крім того, професор права Вівіан Гамільтон стверджує, що в світлі результатів досліджень психології розвитку, когнітивної та соціальної нейронауки уряди «більше не можуть виправдовувати недопущення дітей середнього підліткового віку до виборів, стверджуючи, що їм бракує відповідних навичок».
Джон Волл стверджує, що саме тому, що діти та молодь думають інакше, ніж дорослі, вони зробили б унікальний внесок у вирішення проблем завдяки своїм новим поглядам і корисним здібностям, таким як співчуття до страждань і навіть велика мудрість.

### Політичні знання
Що стосується знань про політичні рішення під час голосування, Деніел Харт стверджує, що 16-річні виявилися настільки ж здатними оцінювати кандидатів, які відповідають їхнім цінностям та інтересам, як 18- та 19-річні (хоча не так сильно як 30-річні).
Інші сперечаються, чи не мати середніх політичних знань у 18-річної дитини є вагомою причиною для виключення, враховуючи подвійні стандарти того, що дорослим не потрібно доводити певний рівень політичних знань перед голосуванням. Крім того, очікується, що не кожен виборець буде знати про кожне питання, але мудрість натовпу, отримана з різних знань і життєвого досвіду, є тим, що сприяє здоровому та поінформованому громадянству, включаючи перспективи, унікальні для тих, хто не досяг 18 років. Більшість людей використовують евристику (політична партія, підтримка тощо), щоб вирішити, за кого голосувати. Є докази того, що евристика може бути більш ефективним підходом до раціонального голосування, ніж детальний аналіз кожного кандидата в кожній гонці. Крім того, незважаючи на те, що попередні знання та досвід можуть забезпечити краще розуміння, це також може призвести до менш обґрунтованого прийняття рішень через закриття в іншому випадку відкритого розуму.
Деякі вчені, які виступають за подальше зниження віку голосування, пропагують ідею, що це завжди має бути необов'язковим для тих, хто не досяг певного віку, щоб тих, хто відчуває, що вони ще недостатньо знають, не примушували брати участь, доки вони цього не захочуть.

### Молодіжна активність
Молодіжні та студентські активісти мають довгу історію вивчення та захисту більш інклюзивного майбутнього, тому молоді активісти почали вимагати можливості голосувати за деякі або всі питання.

### Незалежність від однолітків і батьків
У дослідженнях країн, де голосували 16-річні, не було доведено, що батьки впливають на поведінку молоді при голосуванні, так само як цей страх не проявлявся, коли жінкам було надано право голосу. Так само було показано, що тиск з боку однолітків не має більшого впливу на підлітків, ніж на дорослих, коли справа стосується голосування.
Джон Волл стверджує, що навіть якби діти вибрали голосувати так само, як їхні батьки чи однолітки, це не виправдовувало б їх позбавлення виборчих прав, так само як така поведінка не дискваліфікувала б дорослих.

### Зрілість
У той час як підлітки можуть бути більш імпульсивними в певних «гарячих» ситуаціях до початку 20 років, у «прохолодних ситуаціях», наприклад у кабіні для голосування, немає суттєвої різниці в здатності 16-річного підлітка бути обережним, раціональні рішення, як і будь-який інший виборець. Інші стверджують, що уряди не повинні позбавляти маленьких дітей прав, як-от голосування, лише тому, що вони не отримали інших прав, якими вони не можуть користуватися, як-от водіння. Значний розвиток цієї аналітичної частини мозку відбувається між 14 і 16 роками, тому 16-річним підліткам часто надають більше соціальних привілеїв, як-от можливість працювати або водити автомобіль, що важче, ніж голосування. За римським правом мінімальний вік для повного громадянства становив 14 років (для чоловіків), тоді як у більшій частині Франції ІХ-ХІ століття, Німеччини та Північної Європи вік повноліття (головним чином для участі у війнах) становив XV років.

### Легітимність і довіра
Вчені не виявили жодних негативних наслідків від зниження віку виборців у країнах по всьому світу, а в багатьох місцях виявили позитивні наслідки, як-от підвищення довіри до інституцій і більш сприятливе ставлення до нижчого віку виборців з часом. Дослідження п'яти країн Латинської Америки, наприклад, де виборчий вік було знижено до 16 років, показало значний зв'язок із довірою до уряду та маргінальний зв'язок із задоволенням. На додаток до оподаткування без представництва, уряди отримують свою справедливу владу зі згоди тих, ким керують. Щоб бути легітимними, ті, хто керує та видає закони, стверджують, мають бути обрані народом, а не окремою групою людей.

### Навички та звички голосування
Вчені не виявили жодних негативних наслідків від зниження віку голосування до 18 років у країнах по всьому світу, а в багатьох місцях виявили позитивні наслідки, як-от підвищення явки та залученості. Було показано, що надання виборчих прав молоді на більш стабільному життєвому етапі (до 18 років) сприяє виробленню більш міцних і тривалих звичок голосування, що призводить до більшого рівня (приблизно на 25 % вище, згідно з одним дослідженням) голосування в майбутньому. Дослідження в Норвегії, Австрії та Шотландії виявили, що дозвіл 16-річним підліткам голосувати призвело до того, що ці виборці мали «суттєво вищий рівень взаємодії з представницькою демократією (через голосування), а також інші форми політичної участі». Дослідження попередньої реєстрації (реєстрація осіб до того, як вони отримають право голосу) у США показало, що це було пов'язано з вищою явкою молоді, і що політики стали більш чуйними на питання, яким молодь має сильні переваги, наприклад витрати на вищу освіту. Хоча деякі країни Південної Америки (Аргентина, Бразилія та Еквадор) знижують вік виборців до 16 років, вони також мають обов'язкове голосування, починаючи з 18 років, що ускладнює дослідження впливу нижчого віку виборців на вибори. Індонезія є потенційним прикладом для незахідних демократій, хоча вони лише знизили свій виборчий вік до 17 років. Виховання дітей щодо демократії й про демократію, ймовірно, було б тривалішим, якби вік виборців був знижений або скасований, тоді як невідомо, наскільки вправними можуть стати діти протягом кількох виборів, оскільки це ще потрібно спробувати, щоб досягти віку нижче 16 років.

### Рівність між поколіннями
Набагато більше представництва може бути надано особам молодше 18 років, щоб ті, хто найбільше виграє від довгострокового мислення, могли висловитися. Наприклад, зміна клімату є однією з головних проблем серед молоді в усьому світі.

## Пропонований мінімальний вік голосування

### 16
На даний момент це найнижчий вік для голосування в усьому світі, і, здається, у дослідженнях виборів існує консенсус, що виборці у 16 років виявилися практично такими ж, як виборці у 18. Більшість кампаній щодо зниження виборчого віку в усьому світі (станом на січень 2023 року) прагнуть встановити вік виборців до 16 років, і, мабуть, найпомітнішим прикладом є схвалення Європейським Союзом того, що його члени знизили вік виборців до 16 років. У країнах, де як обов'язкове голосування, так і вік для голосування становить 16 років (Аргентина, Бразилія та Еквадор), покарання за неголосування починаються з 18 років.

### 15
Аві Хейн і Та-Нехісі Коутс закликали знизити виборчий вік до 15 років. (примітка: ООН визначає «молодь» як вік від 15 до 24 років.)

### 6
Професор політики Девід Рансімен виступає за зниження віку голосування до 6 років, враховуючи, що в цьому віці діти, як правило, навчаються в школі та мають достатньо вмінь читати та заповнювати бюлетень із кількома варіантами відповіді.

### 5
До молодіжних рад (або дитячих парламентів) часто входять діти, починаючи з 5 років, що Джон Волл подає як доказ їхньої готовності до інших громадянських ролей, таких як голосування (зверніть увагу: він виступає за повне скасування вікових вимог).

### 4
Демократичні школи практикують і підтримують загальне виборче право в школі, яке дозволяє голосувати кожному члену школи, включаючи учнів і персонал. Школи вважають, що ця особливість необхідна для того, щоб учні були готові до переходу в суспільство загалом. Наприклад, у школі Садбері Веллі всі діти віком від 4 років мають рівну участь у своїй роботі.

### 0 (Скасувати вікові вимоги)
Дехто виступає за повне виключення віку як чинника надання виборчих прав, зазначаючи, що на практиці більшість дуже маленьких дітей не хочуть голосувати, але вони повинні мати право зробити це, коли відчують готовність, а деякі підтримують голосування за довіреністю батьками до тих пір, доки не захоче проголосувати дитина. Інші посилаються на те, що тести на грамотність були заборонені для дорослих, і тому їх слід було б скасувати також для маленьких дітей, скасувавши вік голосування.

## Подальше читання
- Wall, John. Give Children the Vote: On Democratizing Democracy. 2022. ISBN 978-1-350-19630-8.
- Caplan, Sheri J. Old Enough: How 18-Year-Olds Won the Vote & Why it Matters. Heath Hen, 2020. ISBN 978-1-7354-9300-8
- John B. Holbein and D. Sunshine Hillygus. 2020. Making Young Voters: Converting Civic Attitudes into Civic Action. Cambridge University Press.
- * Hyde, Martin (2001). Democracy education and the Canadian voting age (Дипломна робота PhD). University of British Columbia. hdl:2429/12999.